# فقیران (روستا)
فقیران (به لاتین: Faqiran) یک منطقهٔ مسکونی در افغانستان است که در ولایت بامیان واقع شده‌است.